# Guyana hadereje
Guyana hadereje a szárazföldi erőkből, a légierőből és a haditengerészetből áll.

## Fegyveres erők létszáma
- Aktív: 1600 fő

## Szárazföldi erők
Létszám
1400 fő
Állomány
- 3 gyalogos zászlóalj

Felszerelés
- 9 db felderítő harcjármű
- 6 db vontatásos tüzérségi löveg

## Légierő
Létszám
100 fő
Felszerelés
- 2 db szállító repülőgép
- 2 db szállító helikopter

## Haditengerészet
Létszám
100 fő
Hadihajók
2 db hadihajó

## Egyéb
2023 végén a szomszédos Venezuela válságot okozott a térségben, amikor bejelentette igényét Esequiba régióra, amely Guyana területének jelentős részét teszi ki. Emiatt az ország igyekszik megerősíteni katonai partnerségét az Amerikai Egyesült Államokkal, mivel a további fejlesztések ellenére sem lenne képes a kicsiny ország a többszörösen nagyobb venezuelai hadseregtől megvédeni magát.